# (8609) Шувалов
(8609) Шувалов (лат. Shuvalov) — типичный астероид главного пояса, открыт 22 августа 1977 года советским астрономом Николаем Черных в Крымской астрофизической обсерватории и 20 марта 2000 года назван в честь государственного деятеля и мецената Ивана Шувалова.

## Обнаружение и именование
(8609) Шувалов
Открыт 22 августа 1977 года в Крымской астрофизической обсерватории Н. С. Черных.
Иван Иванович Шувалов (1727—1797) — выдающийся российский государственный деятель, внёсший вклад в развитие российской науки и искусства и покровительствовавший учёным, писателям и художникам. Он был основателем и первым куратором Московского университета.
Оригинальный текст (англ.)8609 Shuvalov
Discovered 1977 Aug. 22 by N. S. Chernykh at the Crimean Astrophysical Observatory.
Ivan Ivanovich Shuvalov (1727—1797), was a prominent Russian government figure who contributed to the development of Russian science and art and was a patron of scientists, writers and painters. He was a founder and first curator of Moscow University.
Источники: 20000320/MPCPages.arc; M.P.C. 39651.

## Орбита

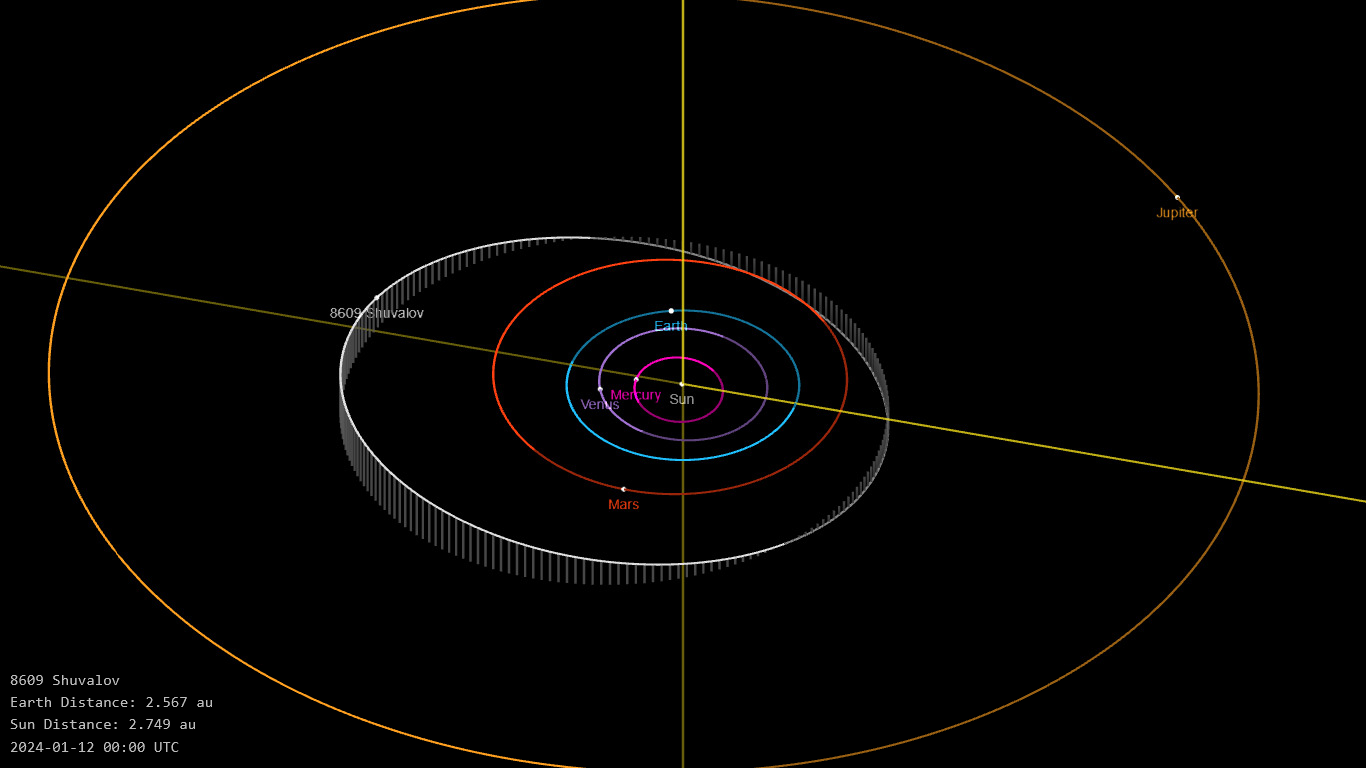
Орбита астероида Шувалов и его положение в Солнечной системе

## Физические характеристики
Астероид относится к таксономическому классу S.
По результатам наблюдений в видимом и ближнем инфракрасном диапазоне космического телескопа NEOWISE и наблюдений в инфракрасном диапазоне спутника Akari диаметр астероида оценивался равным 8,900±0,203 км, 8,70±0,62 км, 6,87±1,52 км и 7,93±2,97 км. Согласно тем же источникам альбедо оценивается как 0,1067±0.0165, 0,112±0,017, 0,107±0,017, 0,090±0,049 и 0,078±0,079.